# Estilo libre (álbum)
Stilelibero, conocido en su versión española como Estilo libre, es el título del octavo álbum de estudio grabado por el cantautor italiano de los géneros Pop/rock Eros Ramazzotti, Fue lanzado al mercado bajo el sello discográfico BMG U.S. Latin el 7 de noviembre de 2000. El disco, con tres temas producidos por Trevor Horn y dos por Rick Nowels y la versión en español está a cargo de Nacho Mañó y Mila Ortíz, se grabó en varios lugares de Londres, California e Italia. Obtuvo la segunda posición en la lista italiana de disco, como la canción «Fuoco nel fuoco» en el conteo de sencillos.  «Più che puoi», a dúo con Cher, también logró posicionarse en Italian top 20. Jose F. Promis del sitio Allmusic le dio cuatro estrellas de cinco.

## Lista de canciones

### Stilelibero
| N.º | Título                        | Escritor(es)                                                          | Producer(s)          | Duración |  |
| 1.  | «L'ombra del gigante»         | Eros Ramazzotti, Claudio Guidetti, Adelio Cogliati, Lorenzo Cherubini | Trevor Horn          | 4:42     |  |
| 2.  | «Fuoco nel fuoco»             | Ramazzotti, Guidetti, Cogliati                                        | Rick Nowels          | 4:02     |  |
| 3.  | «Lo spirito degli alberi»     | Ramazzotti, Guidetti, Alberto Salerno                                 | Celso Valli          | 4:11     |  |
| 4.  | «Un angelo non è»             | Ramazzotti, Guidetti, Cogliati                                        | Horn                 | 4:38     |  |
| 5.  | «L'aquila e il condor»        | Ramazzotti, Guidetti, Cogliati, Maurizio Fabrizio                     | Ramazzotti, Guidetti | 4:26     |  |
| 6.  | «Più che puoi» (dúo con Cher) | Ramazzotti, Cogliati, Antonio Galbiati, Cher                          | Nowels               | 4:11     |  |
| 7.  | «Il mio amore per te»         | Ramazzotti, Cogliati, Giuseppe Dettori, Luca Chiaravalli              | Valli                | 4:14     |  |
| 8.  | «E ancor mi chiedo»           | Ramazzotti, Guidetti, Cogliati                                        | Ramazzotti, Guidetti | 4:22     |  |
| 9.  | «Improvvisa luce ad est»      | Ramazzotti, Guidetti, Cherubini, Vladimiro Tosseto                    | Valli                | 4:41     |  |
| 10. | «Nell'azzurrità»              | Ramazzotti, Guidetti, Cogliati, Fabrizio                              | Ramazzotti, Guidetti | 4:15     |  |
| 11. | «Amica donna mia»             | Ramazzotti, Guidetti, Cogliati                                        | Horn                 | 4:00     |  |
| 12. | «Per me per sempre»           | Ramazzotti, Guidetti, Cogliati, Fabrizio                              | Ramazzotti, Guidetti | 3:52     |  |

### Estilo libre
| N.º | Título                        | Escritor(es)                               | Duración |  |
| 1.  | «La sombra del gigante»       | Ramazzotti, Guidetti, Cogliati, Cherubini  | 4:42     |  |
| 2.  | «Fuego en el fuego»           | Ramazzotti, Guidetti, Cogliati             | 4:02     |  |
| 3.  | «El alma de los árboles»      | Ramazzotti, Guidetti, Salerno              | 4:11     |  |
| 4.  | «Un ángel no es»              | Ramazzotti, Guidetti, Cogliati             | 4:38     |  |
| 5.  | «El águila y el cóndor»       | Ramazzotti, Guidetti, Cogliati, Fabrizio   | 4:26     |  |
| 6.  | «Più che puoi» (dúo con Cher) | Ramazzotti, Cogliati, Galbiati, Cher       | 4:11     |  |
| 7.  | «Mi amor por ti»              | Ramazzotti, Cogliati, Dettori, Chiaravalli | 4:14     |  |
| 8.  | «Quiero saberlo»              | Ramazzotti, Guidetti, Cogliati             | 4:22     |  |
| 9.  | «Y en el este una luz»        | Ramazzotti, Guidetti, Cherubini, Tosseto   | 4:41     |  |
| 10. | «Azul sin par»                | Ramazzotti, Guidetti, Cogliati, Fabrizio   | 4:15     |  |
| 11. | «Mujer amiga mia»             | Ramazzotti, Guidetti, Cogliati             | 4:00     |  |
| 12. | «Para mi será por siempre»    | Ramazzotti, Guidetti, Cogliati, Fabrizio   | 3:52     |  |

Adaptación al español: Nacho Mañó y Mila Ortiz. 
Nota: En las versiones de CD incluyen pista interactiva multimedia

## Créditos del álbum
- Coproductor - Charles Judge (temas: 2, 6)
- Concepto musical - Alfredo Rapetti (Cheope)
- Contratista - Isabel Griffiths
- Diseño Gráfico - Ryan Art
- Gestión - Radiorama *
- Ingeniero de Masterización - Antonio Baglio
- Mezclado por - Bruno Malasoma (pistas: 5, 8, 10, 12), Claudio Guidetti (pistas: 2, 5, 8, 10, 12), Steve Macmillan (pistas: 1, 4, 11), Tony Phillips (pistas: 3, 6, 7, 9)
- Mezclado por [Asistente] - Alberto Parodi (pistas: 2, 5, 8, 10, 12), Dan Vickers (pistas: 3, 6, 7, 9), Tom Hannen (pistas: 1, 4, 11)
- Masterizado en Nautilus, Milán, Italia
- Fotografía por - Alessandro Gerini, David LaChapelle
- Productor, Arreglos: Celso Valli (temas: 3, 7, 9), Claudio Guidetti (temas: 5, 8, 10, 12), Eros Ramazzotti (temas: 5, 8, 10, 12), Rick Nowels (temas: 2, 6), Trevor Horn (pistas: 1, 4, 11)
- Productor, Arreglos Adicionales, Adaptación al español: Nacho Mañó
- Arreglos de cuerdas, Adaptación al español, Concert Master: Mila Ortiz.
- Grabado por - Alberto Bonardi (pistas: 1 a 5, 7 a 12), Alberto Parodi (pistas: 1 a 5, 7 a 12), John Brough (pistas: 6)
- Supervisado por - Claudio Guidetti, Eros Ramazzotti

## Créditos y personal
- Giorgio Armani – Ropa / Armario, Armario
- Ryan Art – Diseño gráfico
- Bob Becker – Cuerdas, Viola
- Luca Bignardi – Programación
- Adam Brown – Ingeniero
- Alex Brown – Coro
- Denyse Buffum – Instrumentos de cuerda
- Paul Bushnell – Bajo
- Cher – Artista invitado, Artista principal
- Jez Colin – Programación
- Luis Conte – Percusión
- Larry Corbett – Cello, Cuerdas
- Lynn Davis – Coro
- Joel Derouin – Cuerdas, Viola
- Bruce Dukov – Violín
- Matt Dunkley – Arreglos, Arreglos de cuerdas
- Nathan East – Bajo
- Maurizio Fabrizio – Arreglista, Dirección
- Steve Ferrone – Batería
- Alessandro Gerini – Fotografía
- Alfredo Golino – Batería
- Enrico Guerzoni – Cello
- Claudio Guidetti – Arreglista, Compositor, Ingeniero, Guitarra (Acústica), Guitarra (Eléctrica), Arreglos de Teclado, Teclados, Piano, Programación
- Steve Hilton – Programación
- Phillip Ingram – Coro
- Rob Jacobs – Ingeniero
- Charles judge – Teclados, Piano, Programación, Sintetizador
- David LaChapelle – Foto de portada, Fotografía
- Michael Landau – Guitarra (Acústica), Guitarra (Eléctrica)
- David Lasley – Coro
- Orquesta de sesión de Londres – Orquesta
- Steve MacMillan – Edición digital, Ingeniero
- Bruno Malasoma – Ingeniero
- Arnold McCuller – Coro
- Perry Montague-Mason – Violín
- Jamie Muhoberac – Arreglista, arreglos de teclado
- Rick Nowels – Arreglista, Productor
- Robert Orton – Asistente
- Alberto Parodi – Ingeniero
- John Paterno – Ingeniero
- Darryl Phinnessee – Coro
- John Pierce – Bajo
- Tim Pierce – Guitarra
- Ramón Stagnaro – Guitarra española
- Eros Ramazzotti – Arreglista, Compositor, Guitarra (eléctrica), Artista principal, Productor, Programación, Texto, Voz
- Fender Rhodes – Fotografía
- Steve Richards – Cello, Cuerdas
- John "JR" Robinson – Batería
- Wayne Rodrigues – Programación
- Andrew Scheps – Ingeniero
- Al Schmitt – Ingeniero
- Flavio Scopaz – Bajo
- John Themis – Guitarra
- Vladi Tosetto – Compositor
- Celso Valli – Arreglista, Bajo Sexto, Director, Ingeniero, Teclados, Arreglos de Cuerdas
- Tim Weidner – Edición digital, Ingeniero
- Vino Randy – Ingeniero
- Gavyn Wright – Violín
- Fio Zanotti – Acordeón

© MM. BMG Netherland B.V.

## Posicionamientos y certificaciones
| Lista (2000)                         | Posición |
| ------------------------------------ | -------- |
| Austrian Albums Chart                | 3        |
| Belgian Albums Chart (Flanders)      | 6        |
| Belgian Albums Chart (Wallonia)      | 1        |
| Dutch Albums Chart                   | 9        |
| European Albums Chart                | 3        |
| Finnish Albums Chart                 | 9        |
| French Albums Chart                  | 3        |
| Greek International Albums Chart     | 1        |
| German Albums Chart                  | 2        |
| Italian Albums Chart                 | 2        |
| Norwegian Albums Chart               | 17       |
| Polish Albums Chart                  | 26       |
| Spanish Albums Chart Estilo libre    | 3        |
| Swedish Albums Chart                 | 15       |
| Swiss Albums Chart                   | 1        |
| EE.UU. Latin Pop Albums Estilo libre | 6        |
| EE.UU. Top Latin Albums Estilo libre | 11       |
| EE.UU. Top World Albums              | 14       |

| País           | Certificaciones |
| -------------- | --------------- |
| Austria        | Platino         |
| Bélgica        | Platino         |
| Dinamarca      | Oro             |
| Finlandia      | Oro             |
| Francia        | Oro             |
| Alemania       | 2x platino      |
| Grecia         | Platino         |
| Italia         | 9x platino      |
| México         | Platino         |
| Países Bajos   | Oro             |
| Polonia        | Oro             |
| España         | 2x platino      |
| Suecia         | Oro             |
| Suiza          | 3x platino      |
| Estados Unidos | Platino         |

## En la cultura popular
- La balada romántica Fuego en el fuego fue utilizada como el tema principal de la telenovela mexicana de la cadena de televisión TV Azteca titulada Tío Alberto (2000-2001), protagonizado por Héctor Bonilla, Verónica Merchant y Mark Tacher y antagonizada por José Alonso y Verónica Langer y fue un éxito en países del continente americano incluyendo: Argentina, Paraguay, Ecuador, Uruguay, Costa Rica, Honduras y Panamá.